# Masadi, Honnali
Masadi là một làng thuộc tehsil Honnali, huyện Davanagere, bang Karnataka, Ấn Độ.